# 사모라 마셸
사모라 모이제스 마셸(포르투갈어: Samora Moisés Machel, 1933년 9월 29일~1986년 10월 19일)은 포르투갈령 모잠비크 태생의 독립운동가, 간호사, 정치인이자 모잠비크 인민공화국의 초대 대통령이었다.

## 학창 시절
1933년, 포르투갈령 동아프리카에서 의 가자주 마드라고아에 있는 농가에서 태어났다. 1942년, 포르투갈어와 포르투갈 문화를 가르치는 가톨릭 선교회가 운영하는 학교에 입학했다. 4학년까지 수업을 들을 수 있었으나 중등 교육은 받지 못했다.
1954년, 사모라 마셸은 수도 로렌수 마르케스에서 의학 공부를 시작했다. 마셸은 간호사의 조수였는데, 일화에 따르면 그는 간호사의 조수가 되고 싶어 양성소에 들어간 것이 아니었다. 포르투갈은 모잠비크 사회의 다양한 측면에서 본토와 차별 정책을 조장했기 때문에, 초등학교를 마친 후에 백인 감독하에 하인의 일을 하기 위한 간호 조수 양성소에 들어가는 것이 최선이었으며, 동시에 그는 로렌수 마르케스의 미게우 봄 바르다 병원에서의 야간 정규 교육 과정을 위한 학비를 벌기 위해 병원에서 간호사 조수로 일했다. 병원에서 근무는 마셸 가문의 민족주의 투쟁에 참여하기 위해 나라를 떠날 때까지 계속되었다.

## 해방 투쟁
병원에서 근무를 계속하는 동안, 마셸은 점차 마르크스주의에 매료되고, 병원에서 같은 일을 하고 있던 흑인 간호사가 백인 간호사보다 급여가 낮다는 사실에 항의하는 등 정치적 활동을 시작했다. 마셸은 훗날, 모잠비크의 빈곤층에 대한 의료에 관해 "부유층이 기르고 있는 개, 백신, 의약품, 의료 면에서 그들의 부를 지원하는 노동자들보다 선한 것을 누리고 있다."고 말했다.
1962년, 마셸은 모잠비크 해방전선(FRELIMO)에 참가, 1963년 국외에서 군사 훈련을 받았다. 1964년 모잠비크로 돌아와서 게릴라 부대를 이끌고 모잠비크 북부에서 포르투갈에 대한 공격을 실시했다. 이후 1970년까지 마셸은 모잠비크 해방전선의 군 최고 사령관이 되었다.
마셸은 궁극적인 목표로 사람들에게 "무력 투쟁을 혁명으로 바꾸는 방법을 이해한다"는 것으로, "새로운 사회를 만들어 내기 위해서는 새로운 정신 상태를 만들어내는 것이 필수임을 이해하는 것"이라고 말했다.

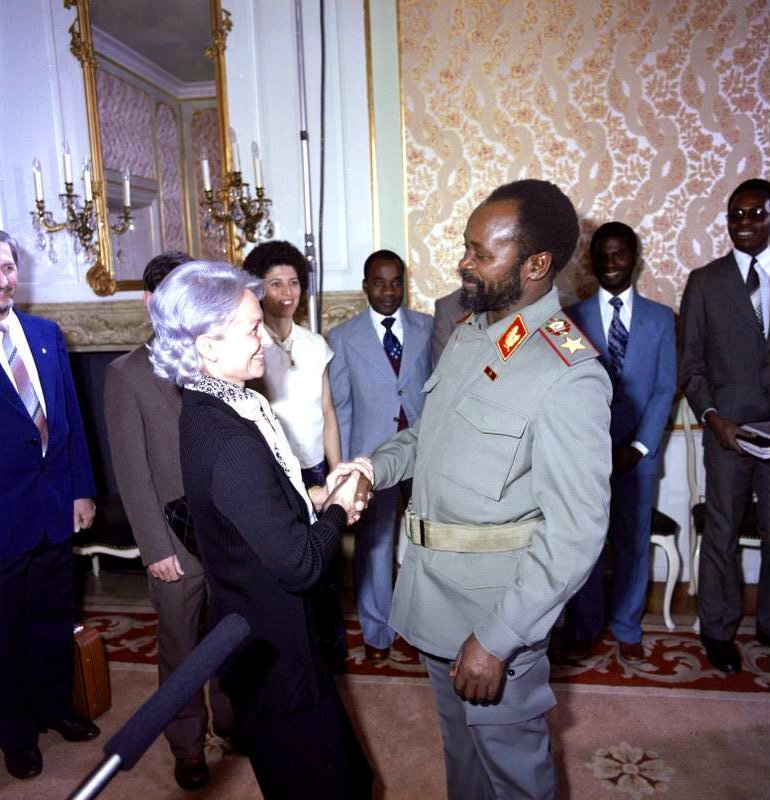
동독을 방문하여 마르고트 호네커 여사를 만나는 마셸 (1983년)

## 독립
마셸의 내건 목표는 머지 않아 달성되었다. 모잠비크 해방전선 부대는 식민지 지배의 힘을 약화시켜, 1974년 포르투갈에서 카네이션 혁명이 발발하였고, 결국 포르투갈은 모잠비크에서 철수했다. 마셸 혁명 정부는 포르투갈의 정부를 계승하고, 1975년 6월 25일 독립과 함께 초대 대통령이 되었다.
대통령 취임 후 내정 면에서는 포르투갈 농장과 재산의 국유화 정책을 실시하고 또한 모잠비크 해방전선 정권에 의해 학교와 병원을 건설하는 등 마르크스주의의 실천을 신속하게 도입했다. 또한 마셸은 로디지아와 남아프리카 공화국에서 소수 백인 정권과 싸웠으며, 혁명가들을 위해 모잠비크서 훈련과 활동을 인정했다.
그러나 모잠비크 해방전선 정권이 세운 학교와 병원은 반정부 세력의 모잠비크 민족 저항 운동(RENAMO)에 의한 보복에 의해 파괴되고, 철도 및 수력 발전 시설도 방해를 받았다. 모잠비크 경제는 이러한 약탈 행위에 고통을 받고 소련을 중심으로 해외 원조가 시작되었다. 이러한 상황에도 불구하고 마셸은 재임 중 높은 지지를 얻고 계속했고 1976년 레닌 평화상을 수상받았다.

## 사망

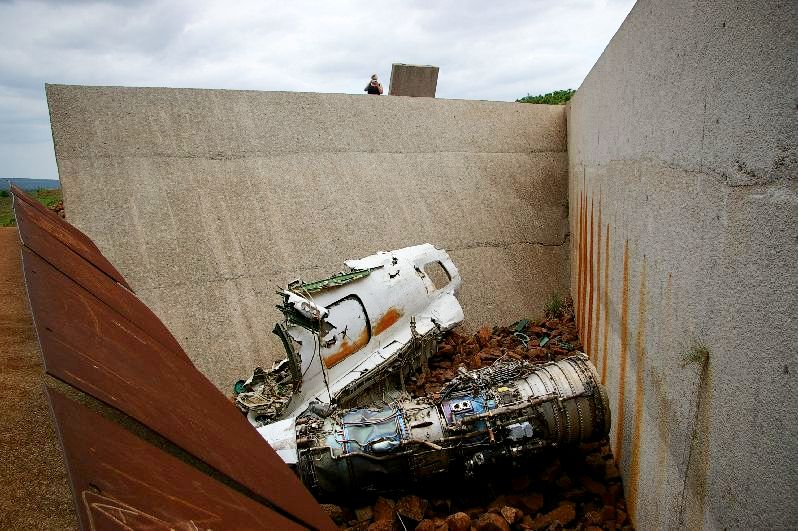
마셸이 추락사한 비행기의 흔적

1986년 10월 19일, 잠비아에서 국제회의를 마치고 귀국하던 도중에 마셸이 타고 있던 비행기인 투폴레프 Tu-134가 레봄보 산맥에 추락했다. 승무원 승객 44명 중 마셸을 포함한 모잠비크 정부의 내각 의원 34명이 사망하고 오로지 10명만이 살아남았다. 모잠비크에서는 이 추락 사고 당시 남아프리카 공화국 정부가 관여하고 있다는 의혹이 퍼졌다가 그 증거는 하나도 발견되지 않았다.
추락 사고 후, 모잠비크와 남아프리카 공화국 양국 정부는 국제 민간 항공기구의 참여에 의해 국제적인 조사위원회를 설치하기로 했다. 시카고 조약에 따르면 사고 지점은 남아공 정부가 조사를 주도하게 되었다. 그러나 남아프리카 공화국 정부는 비행기의 소유자인 모잠비크와 제조자인 소련에 협력을 강요했다. 결국, 모잠비크와 소련은 동등한 입장에서 참여하는 느낌을 얻을 수 없었기 때문에 초기 단계에서 협력 관계를 해소했다.

## 사망 원인

### 마고 위원회
남아프리카 공화국 정부는 마셸이 탄 비행기의 추락 원인을 조사하기 위해 재판관 세실 마고를 대표로 하는 조사위원회를 설치했다. 위원회의 조사에 따르면, 로 타니 슬링 장군이 현장에서 회수된 조종실 음성 기록 장치(블랙 박스)의 배달을 방해했기 때문에 몇 주 늦었다고 발표했다. 마고위원회는 조사 종료를 앞두고 기체는 비행에 견딜 수 있을 만큼 정비도 제대로 이뤄지고 있으며, 부실이나 제삼자의 개입 증거는 전혀 없었다고 결론을 내렸다. 보고서에서 위원회는 다음과 같이 말하였다.
| “ | 사고 원인은 운항 승무원이 강하 진입 장비를 순서대로 시행하지 않았다이며, 또한 암흑과 약간의 구름 속에서 최소한을 유지해야 고도를 유지하지 않고도 시계방향으로의 비행 방식의 효과를 계속 볼 것으로, 대지 접근 경보 장치의 경고를 무시한 것도 추가된다. | ” |

이 사고에 관하여 마고 보고서는 국제 민간 항공기구에서 승인되었다.

### 소련 보고서
한편, 소련 측은 남아프리카에 의해 자신의 전문 지식과 경험이 손상되었다고 주장하는 반대 의견을 냈다. 그 중 남아프리카 공화국의 보안 부대가 공모하여 이스라엘 정보 기관에서 제공한 기술을 이용해 가짜 탐색 비콘 신호 고의로 교환되었다는 주장을 말하였다.
소련의 보고서는 비행기를 언덕에 유도하던 중 37도가량 우측으로 기울어진 것에 주목했다. 이것은 승무원이 착륙을 위해 지면과 평행하게 비행하고 있다고 오신하여 지표 접근 경고문을 읽었다는 마고 보고서의 조사 결과를 부정하는 것이다.

### 진실 화해 위원회 보고서
마셸이 죽은 지 12년 후, 남아프리카 공화국에서 민주주의로 선정된 정권에 의해 인종차별은 폐지되었지만, 동시에 진실 화해위원회(TRC)에 의해 마셸의 죽음에 대한 특별 조사가 공개되었다. 이 위원회의 조사는 과거 두 보고서 모두를 지원하는 방법에 대한 결정적 증거가 없었다고 주장했다. 그러나 위원회에 의해 수집된 자료에서 마고 보고서의 내용에 몇 가지 의문을 나타내었다.
버튼 전 외상이나 다수의 고급 방위 직원이 추락 전날 육군 정보부가 공유하던 비밀 보안 경찰 기지가 있었다고 하였으며, 스콰마나스에서 회의를 하고 있었다고 육군 정보부 직원이 증언하였다. 그날 밤 원래 외상들은 소형 비행기 등 기지를 떠나고 추락 사고가 일어난 후 다시 돌아와 있었다.
비행기는 24시간 체제로 매우 정교한 Plessey AR3 - D 레이다 시스템에 의한 감시를 실시하는 특별 제한 구역에 진입하고 있지만, 코스를 벗어난 남아공 상공에 있었다는 데도 불구하고 아무런 경고도 없었다.
남아프리카 공화국의 국가 안전 보장회의(SSC)는 의사록에서 1984년 1월 이후, 어떻게 RENAMO가 FRELIMO 정권을 잡을지를 검토하고 있었다는 것을 남기고 있었다. 여기에는 잭 뷰히나 장군과 크레이그 윌리엄슨 소령의 이름도 있었다.
이 TRC 보고서는 가짜 비콘 문제와 남아프리카 공화국 정부의 경고가 없었다는 의문에 대해 적절한 기관에 의한 추가 조사가 필요하다고 결론을 내렸다.
TRC가 소유하는 경찰의 비디오에는 버튼 외상과 보타 대통령이 추락 현장에 서서 죽은 마셸 및 기타 사상자들을 "아주 좋은 친구"라고 표현하였고, 따라서 남아공에게도 비극이 올 것이라고 저널리스트들이 말하는 장면이 나와있다.

### 2006년 조사
2006년 2월 10일 메일 앤드 가디언 인터넷은, 남아프리카 공화국 정부가 마셸의 죽음에 대해 조사를 재개할 예정이라고 보도했다. 보안상의 찰스 카르 클래스는 의회의 리포터에 대해 "우리는 이 사건을 철저히 조사하는 것을 확실히 아는 모잠비크 사람들에게 책임을 지고있다. 이런 취급에 대해서는 논의가 진행 중이다."고 말했다.
이 조사는 남아프리카 공화국의 모든 법 집행 기관이 모잠비크 같은 기관과 협력하여 참여하는 것으로 예상되었다. 그런데 2년 가까이 경과했는 데도 조사에서 밝혀진 새로운 사실은 밝혀지지 않았다.

## 그라자 마셸
마셸의 미망인이었던 그라사 마셸은 추락 사고가 아니라는 것을 확신하고 남편을 붓꽃 인물 찾아내기에 평생을 바쳤다. 1998년, 당시 남아프리카 공화국의 대통령이었던 넬슨 만델라와 결혼했다. 동시에는 아니지만, 다른 나라의 조강지처가 된 우연의 예이다.

## 기념물
1999년 1월 19일, 남아프리카 공화국의 넬슨 만델라와 부인이 된 그라자 마셸, 그리고 모잠비크 대통령 조아킹 시사누에 의해 비행기 추락 장소에 기념비가 세워졌다. 모잠비크의 건축가 조제 포르하스에 의해 디자인된 이 기념비는 추락으로 사망한 사람과 같은 35개의 강관으로 구성된 남아프리카 공화국 정부가 150만 랜드를 지불했다.
또한 이 추락은 소련의 승무원 4명과 마셸과 함께 했던 2명의 쿠바인 의사, 잠비아와 자이르의 주한 모잠비크 대사의 8명의 외국인이 사망했다.

## 역대 선거 결과
| 선거명      | 직책명            | 대수 | 정당              | 득표율  | 득표수 | 결과 | 당락 |
| ----------- | ----------------- | ---- | ----------------- | ------- | ------ | ---- | ---- |
| 1977년 선거 | 모잠비크의 대통령 | 1대  | 모잠비크 해방전선 | 100.00% | 210표  | 1위  |      |